# إيسر كلود موبايل S500
إيسر كلود موبايل S500 (بالإنجليزية: Acer CloudMobile S500)‏ هو هاتف ذكي من إيسر يعمل بنظام أندرويد، تم طرحه في الأسواق في سبتمبر 2012.

## الخصائص
- نظام التشغيل: أندرويد
- الشاشة: إل سي دي
- الوزن: 125 غرام
- المعالج: 1.5 جيجا هرتز ثنائي النواة
- الذاكرة: 1 جيجابايت
- التخزين: 8 جيجابايت